# Xanthoparmelia laxchalybaeizans
Xanthoparmelia laxchalybaeizans är en lavart som beskrevs av Hale. Xanthoparmelia laxchalybaeizans ingår i släktet Xanthoparmelia och familjen Parmeliaceae.   Inga underarter finns listade i Catalogue of Life.